# Красногузые попугаи
Красногузые попугаи (лат. Pionus) — род птиц семейства попугаевых.

## Внешний вид
По форме тела напоминают амазонов, но меньших размеров. Характерными особенностями рода являются прямой хвост, длина которого равна половине крыла (крылья до конца хвоста не доходят). Подхвостье красное. Уздечка оперённая.

## Распространение
Обитают в Южной и Центральной Америке.

## Образ жизни
Встречаются во влажных тропических лесах равнинных районов и в предгорьях до высоты 2000 м над уровнем моря. Держатся небольшими группами или стаями, в основном на вершинах деревьев, но иногда залетают и на плантации зерновых культур. Особенно страдают поля кукурузы. Питаются различными плодами и семенами тропических растений. Голос у многих видов этого рода очень громкий и резкий. Подражать человеческой речи пытаются редко и безуспешно.

## Размножение
В кладке до 4 яиц. Насиживание длится 24 дня. Первые 10—15 дней птенцов выкармливает только самка, а корм она получает от самца. Немного позднее в выкармливании птенцов принимает участие и самец. Птенцы вылетают из гнезда в 63—68 дней.

## Содержание
У любителей особой популярностью не пользуются. Это связано с тем, что птиц редко вывозят с родины и им трудно подобрать пару.

## Классификация
Род включает в себя 8 видов.
- Бронзовокрылый попугай Pionus chalcopterus (Fraser, 1841)
- Тёмный красногузый попугай Pionus fuscus (Statius Müller, 1776)
- Красногузый попугай Максимилиана Pionus maximiliani (Kuhl, 1820)
- Синеголовый красногузый попугай Pionus menstruus (Linnaeus, 1766)
- Белоголовый красногузый попугай Pionus senilis (Spix, 1824)
- Pionus seniloides (Massena & Souancé, 1854)
- Красноклювый красногузый попугай Pionus sordidus (Linnaeus, 1758)
- Сливоголовый красногузый попугай Pionus tumultuosus (Tschudi, 1844)